# Турубара, Владислав Алексеевич
Владислав Алексеевич Турубара (укр. Владислав Олексійович Турубара; 19 января 1998, Михайловка, Сакский район, Автономная Республика Крым, Украина — 29 августа 2022, село Андреевка, Бериславский район, Херсонская область, Украина) — российский военнослужащий, старший лейтенант, участник российской войны против Украины. Герой Российской Федерации (2023, посмертно).

## Биография
Владислав Алексеевич Турубара родился в селе Михайловке Сакского района Крыма. Учился в Михайловской средней школе. 28 июля 2016 года получил первый спортивный разряд по военно-прикладному спорту. В 2020 году окончил Тюменское высшее военно-инженерное командное училище.
С первых дней российского вторжения на Украину принимал в нём участие. К началу сентября 2022 года у Владислава Турубара должен был быть отпуск, но до него он не дожил. Турубара был убит 29 августа 2022 года у реки Ингулец под селом Андреевкой Херсонской области Украины, а похоронен 3 сентября в селе Михайловке Сакского района Крыма.
Указом Президента РФ В. Путина от 20 февраля 2023 года ему присвоено звание Героя России (посмертно). 23 марта 2023 года родным офицера вручена медаль «Золотая Звезда».

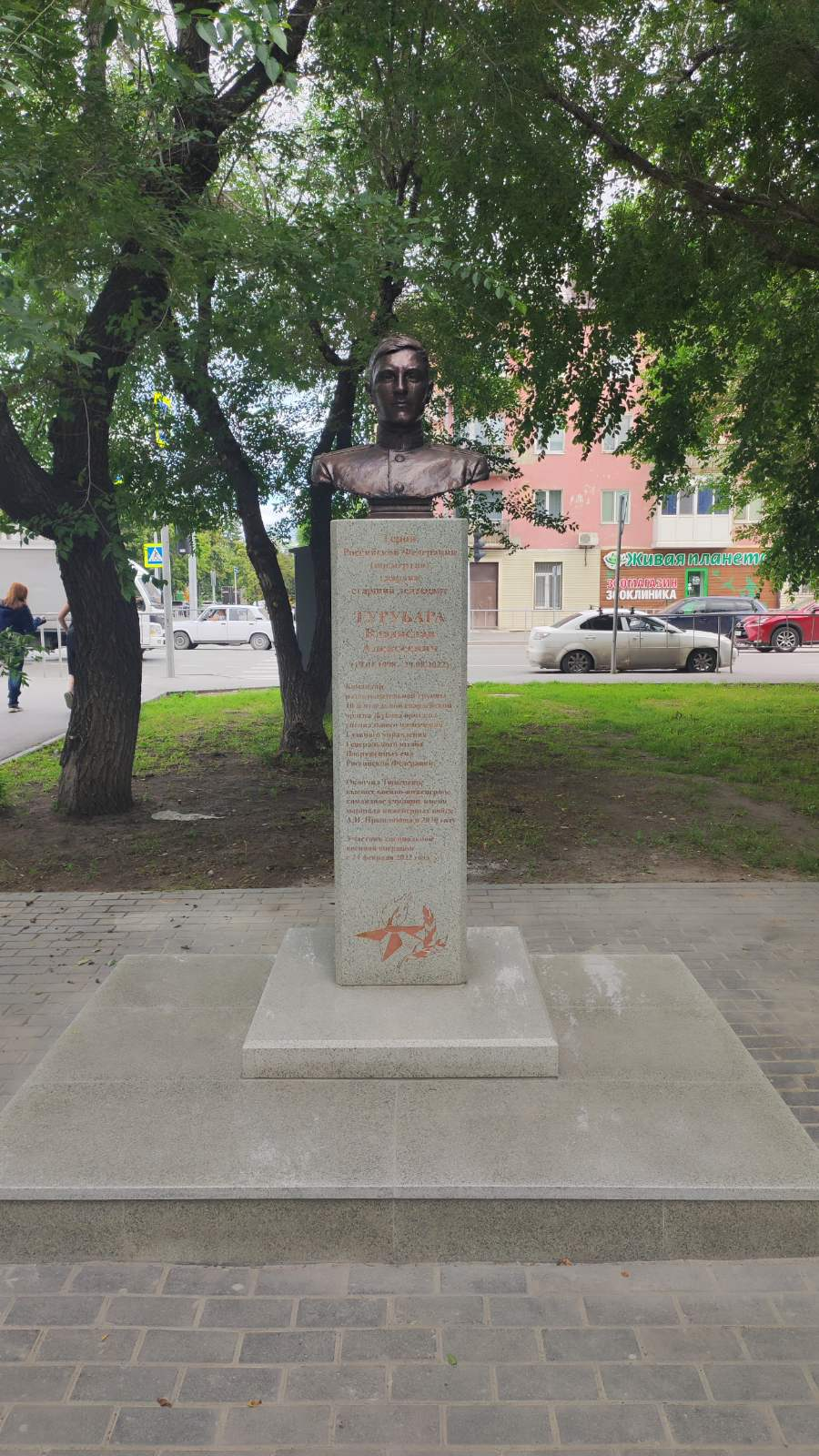
Памятник В. А.Турубаре в Тюмени

.

## Память
- На здании Михайловской средней школы, где учился Владислав Турубара, установлена мемориальная доска[8].
- 25 июля 2024 года в г. Тюмени, в парке им. Д. М. Карбышева установлен памятник Турубаре Владиславу Алексеевичу.

## Награды
- Герой Российской Федерации (20 февраля 2023, посмертно[6]).